# Гарден Хоум-Витфорд (Орегон)
Гарден Хоум-Витфорд (енгл. Garden Home-Whitford) насељено је место без административног статуса у америчкој савезној држави Орегон.

## Демографија
По попису из 2010. године број становника је 6.674, што је 257 (-3,7%) становника мање него 2000. године.
| Група             | 2000.         | 2010.         |
| Белци             | 6.222 (89,8%) | 5.793 (86,8%) |
| Афроамериканци    | 52 (0,8%)     | 68 (1,0%)     |
| Азијати           | 220 (3,2%)    | 274 (4,1%)    |
| Хиспаноамериканци | 222 (3,2%)    | 291 (4,4%)    |
| Укупно            | 6.931         | 6.674         |